# Legionella cardiaca
Espèce
Legionella cardiaca est une espèce de bactéries gram-négatives de la famille des Legionellaceae.

## Description
Ce sont des bactéries en forme de bacilles. Elles sont gram-négatives.

## Taxonomie
Le nom correct complet (avec auteur) de ce taxon est Legionella cardiaca Pearce et al. 2012.
La souche type de cette espèce est la souche H63 déposée dans les banques de cultures bactériennes sous es identifiants ATCC BAA-2315, DSM 25049, et JCM 17854.

### Étymologie
Le nom de cette espèce tire son origine de l'organe le plus proche du lieu de prélèvement de la souche type et son étymologie est la suivante : car.di.a.ca. L. fem. adj. cardiaca, du ou concernant le cœur, en référence à l'isolement de la souche type sur le tissu de la valve aortique.